# An Old Sweetheart of Mine (film 1911)
An Old Sweetheart of Mine è un cortometraggio muto del 1911 scritto e diretto da Bannister Merwin.

## Produzione
Il film fu prodotto dalla Edison Company.

## Distribuzione
Distribuito dalla General Film Company, il film - un cortometraggio in una bobina - uscì nelle sale cinematografiche statunitensi il 17 ottobre 1911.